# Municipio de Middlebury (Ohio)
El municipio de Middlebury (en inglés: Middlebury Township) es un municipio ubicado en el condado de Knox en el estado estadounidense de Ohio. En el año 2010 tenía una población de 1278 habitantes y una densidad poblacional de 23,6 personas por km².

## Geografía
El municipio de Middlebury se encuentra ubicado en las coordenadas 40°31′1″N 82°35′20″O / 40.51694, -82.58889. Según la Oficina del Censo de los Estados Unidos, el municipio tiene una superficie total de 54.14 km², de la cual 53.14 km² corresponden a tierra firme y (1.85%) 1 km² es agua.

## Demografía
Según el censo de 2010, había 1278 personas residiendo en el municipio de Middlebury. La densidad de población era de 23,6 hab./km². De los 1278 habitantes, el municipio de Middlebury estaba compuesto por el 98.36% blancos, el 0.55% eran afroamericanos, el 0.08% eran amerindios, el 0.47% eran de otras razas y el 0.55% pertenecían a dos o más razas. Del total de la población el 0.39% eran hispanos o latinos de cualquier raza.